# EXOC2
EXOC2‏ (Exocyst complex component 2) هوَ بروتين يُشَفر بواسطة جين EXOC2 في الإنسان.